# Ceto
|  | Per a altres significats, vegeu «Ceto (nereida)». |

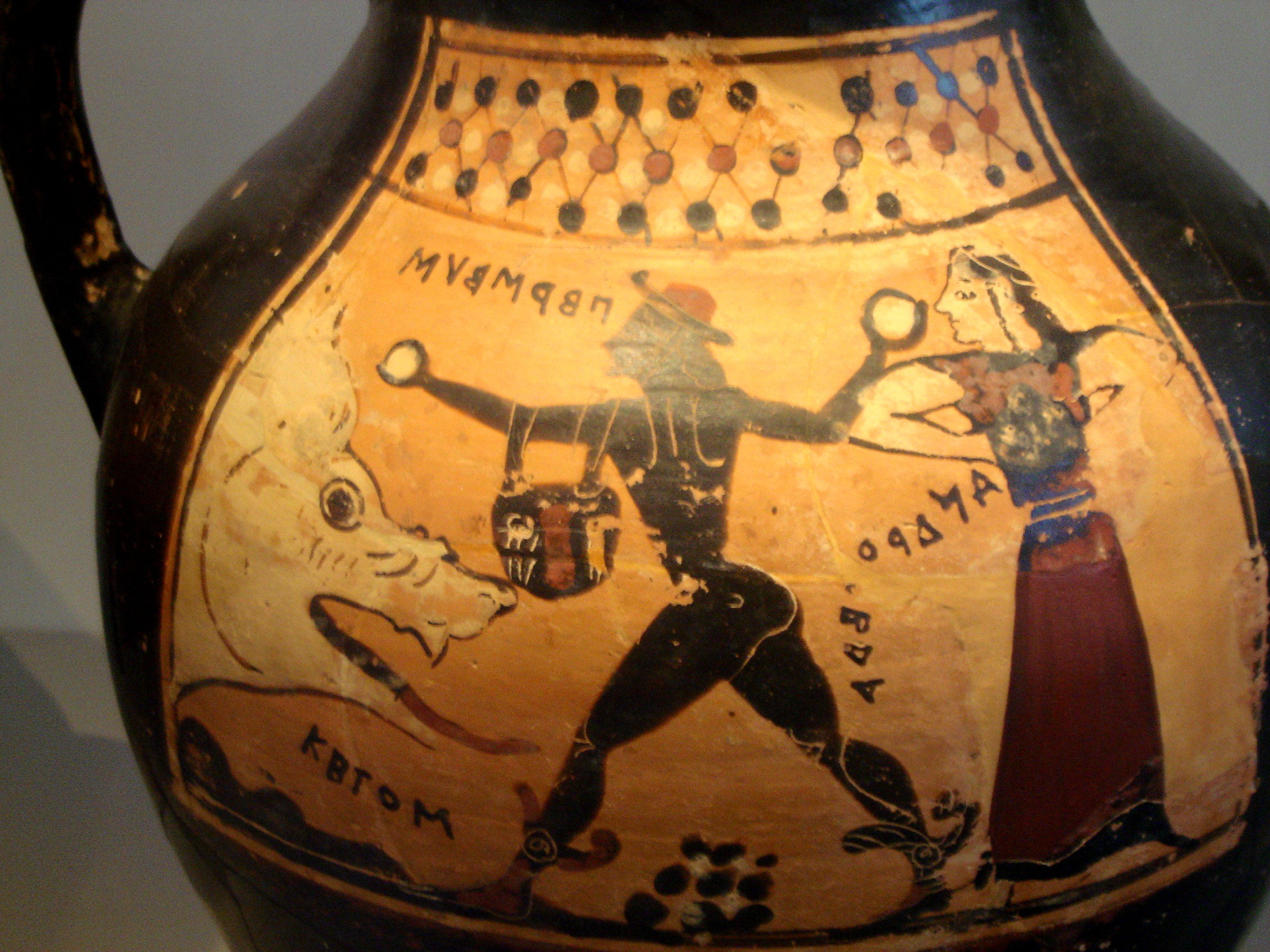
Vas Corinti que representa Perseu, Andròmeda i Ceto

Segons la mitologia grega, Ceto (en grec antic Κητώ) era una deessa marina, filla de Pontos, el Mar, concebut com a ésser masculí, i de Gea, la Terra. El seu nom recorda el d'alguns monstres marins, com les balenes (cetacis).
És germana de Nereu, Taumant, Forcis i Euríbia. Es va unir amb el seu germà Forcis amb el que va tenir fills: les Grees (les Velles), les Gorgones i el drac Ladó, que vigilava el jardí de les Hespèrides, i també de les mateixes Hespèrides.
Una tradició explica que Posidó va decidir castigar l'arrogància de Cassiopea, perquè deia que ella i la seva filla Andròmeda superaven en bellesa a les nereides i va enviar al seu país un monstre marí semblant a una balena, de vegades identificat amb Ceto.